# Brusly
Brusly és una població dels Estats Units a l'estat de Louisiana. Segons el cens del 2000 tenia 2.020 habitants.

## Demografia
Segons el cens del 2000, Brusly tenia 2.020 habitants, 749 habitatges, i 587 famílies. La densitat de població era de 356,1 habitants/km².
Dels 749 habitatges en un 36,8% hi vivien nens de menys de 18 anys, en un 59,5% hi vivien parelles casades, en un 15,1% dones solteres, i en un 21,5% no eren unitats familiars. En el 19,2% dels habitatges hi vivien persones soles el 8,9% de les quals corresponia a persones de 65 anys o més que vivien soles. El nombre mitjà de persones vivint en cada habitatge era de 2,7 i el nombre mitjà de persones que vivien en cada família era de 3,09.
Per edats la població es repartia de la següent manera: un 26,4% tenia menys de 18 anys, un 9,1% entre 18 i 24, un 27,1% entre 25 i 44, un 26,4% de 45 a 60 i un 11% 65 anys o més.
L'edat mediana era de 36 anys. Per cada 100 dones de 18 o més anys hi havia 88,2 homes.
La renda mediana per habitatge era de 47.619 $ i la renda mediana per família de 55.100 $. Els homes tenien una renda mediana de 37.330 $ mentre que les dones 25.719 $. La renda per capita de la població era de 18.060 $. Entorn del 5,9% de les famílies i el 6,7% de la població estaven per davall del llindar de pobresa.

## Poblacions més properes
El següent diagrama mostra les poblacions més properes.